# Кропивна (потік)
Кропивна (пол. Kropiwna) — гірський потік в Україні, у Стрийському районі Львівської області у Галичині. Лівий доплив Оряви, (басейн Дністра).

## Опис
Довжина потоку приблизно 2,96 км, найкоротша відстань між витоком і гирлом — 2,48  км, коефіцієнт звивистості потоку — 1,19 . Формується багатьма безіменними гірськими струмками. Потік тече у гірському масиві Сколівські Бескиди (зовнішня смуга Українських Карпат).

## Розташування
Бере початок на південно-східних схилах гори Магура (1121,0 м). Тече переважно на південний схід через урочище Кропивна і на північно-східній стороні від села Козьова впадає у річку Оряву, ліву притоку Опору.

## Цікавий факт
- Біля гирла потік перетинає автошлях М06[3].